# Cascade du Dard (Chamonix-Mont-Blanc)
Pour les articles homonymes, voir Cascade du Dard.
La cascade du Dard est une chute d'eau de France située en Haute-Savoie, à Chamonix-Mont-Blanc.

## Géographie
Elle se trouve sur le cours du Dard, un petit torrent descendant du glacier des Pélerins dans le massif du Mont-Blanc et se jetant dans l'Arve. La cascade se trouve a proximité du l'entrée nord du tunnel du Mont-Blanc et est accessible après une courte balade pédestre,.

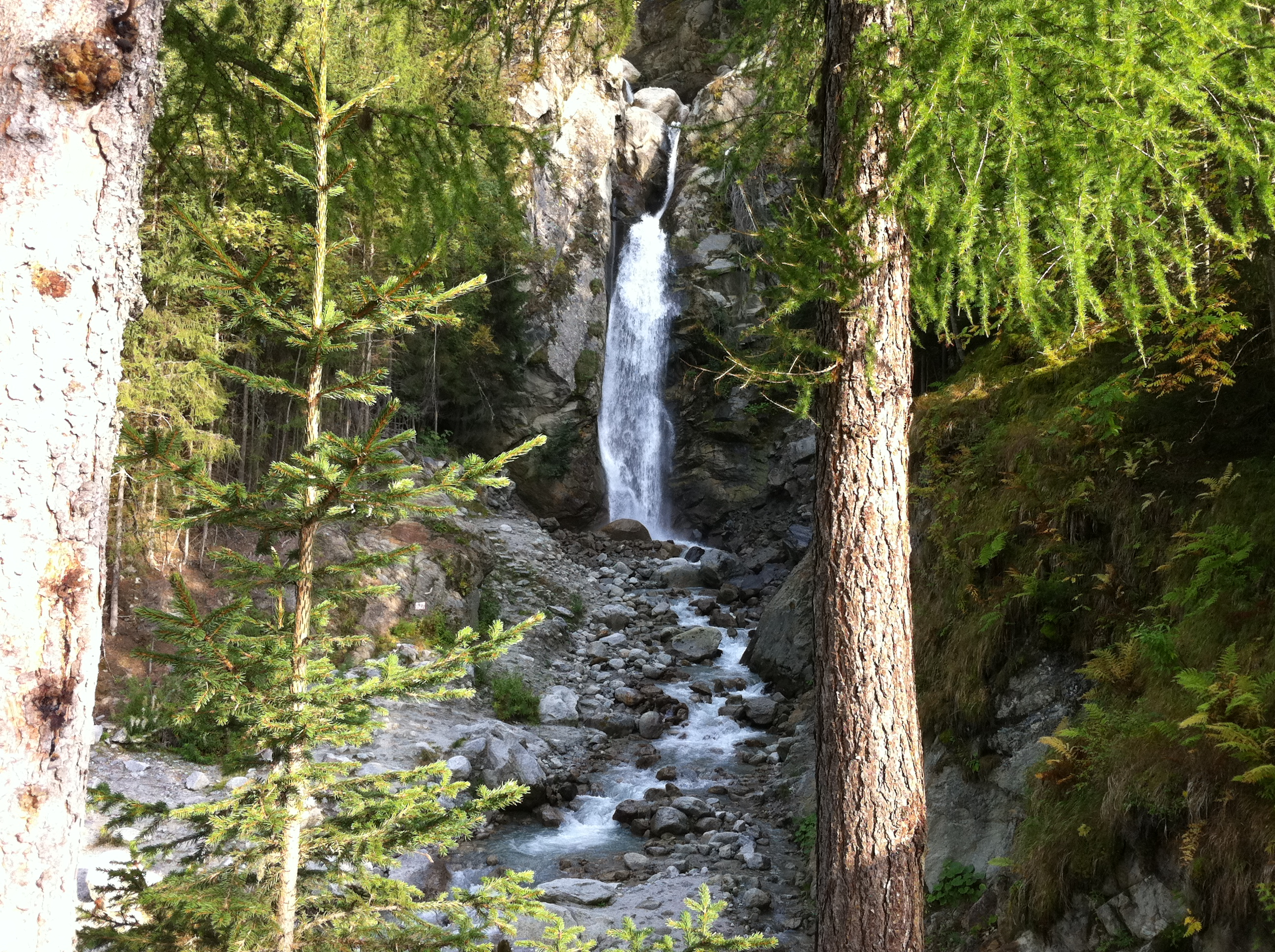
Vue de la cascade depuis le sentier en aval.
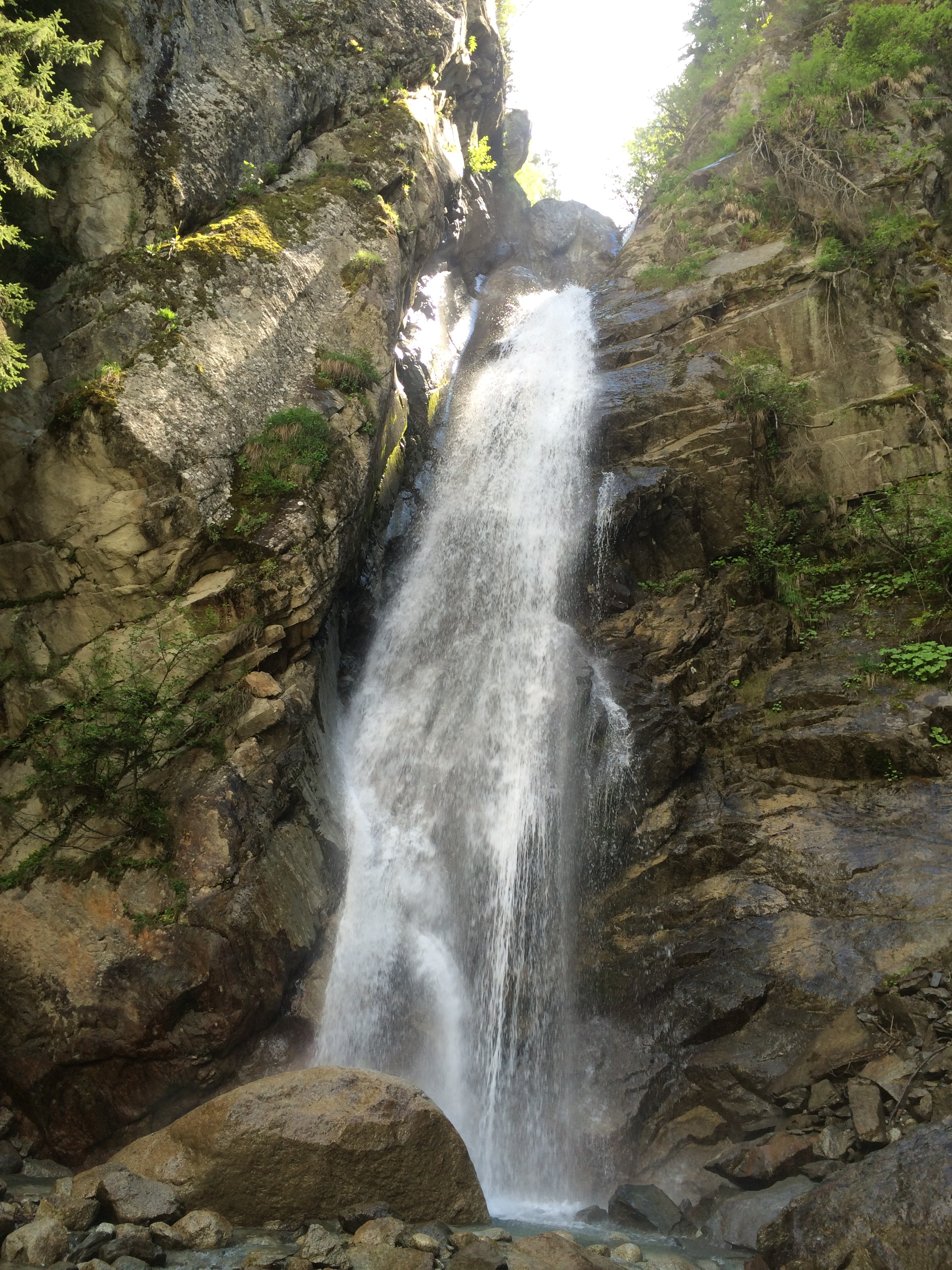
Vue de la cascade en contre-plongée.